# Carlos Mastronardi
Carlos Mastronardi (* 1901 in Gualeguay, Provinz Entre Ríos; † 5. Juni 1976 in Buenos Aires) war ein argentinischer Journalist, Schriftsteller und Übersetzer. 
Mastronardi kam 1920 nach Buenos Aires und lernte dort neben anderen Jorge Luis Borges kennen. Dieser machte ihn mit der Grupo Florida bekannt, der er sich dann auch bald anschloss. Weltweit bekannt blieb Mastronardi nicht durch sein eigenes schriftstellerisches Schaffen, sondern durch J. L. Borges. Dieser hatte Mastronardi in seiner 1940 erschienenen Erzählung „Tlön, Uqbar, Orbis Tertius“ ein literarisches Denkmal gesetzt. 

## Werke (Auswahl)
Belletristik
- Conozimiento de la noche. 1937.
- Luz de provinzia.
- Tierra amanecida. 1926.
- Tratado de la pena.

Sachbücher
- Cuadernos de vivir y pensar.
- Formas de la realidad nacional.
- Memorias de un provincino.
- Valery o la infinitud de la método.

Übersetzungen
- Stéphane Mallarmé, Arthur Rimbaud, Paul Valéry,